# Sylvie Kreninger
Sylvie Kreninger es una deportista francesa que compitió en vela en la clase Europe. Ganó dos medallas en el Campeonato Mundial de Europe, oro en 1980 y plata en 1981.

## Palmarés internacional
| Campeonato Mundial | Campeonato Mundial   | Campeonato Mundial | Campeonato Mundial |
| Año                | Lugar                | Medalla            | Clase              |
| ------------------ | -------------------- | ------------------ | ------------------ |
| 1980               | Grömitz (RFA)        | Medalla de oro     | Europe             |
| 1981               | Hoorn (Países Bajos) | Medalla de plata   | Europe             |